# Павуколов смугастий

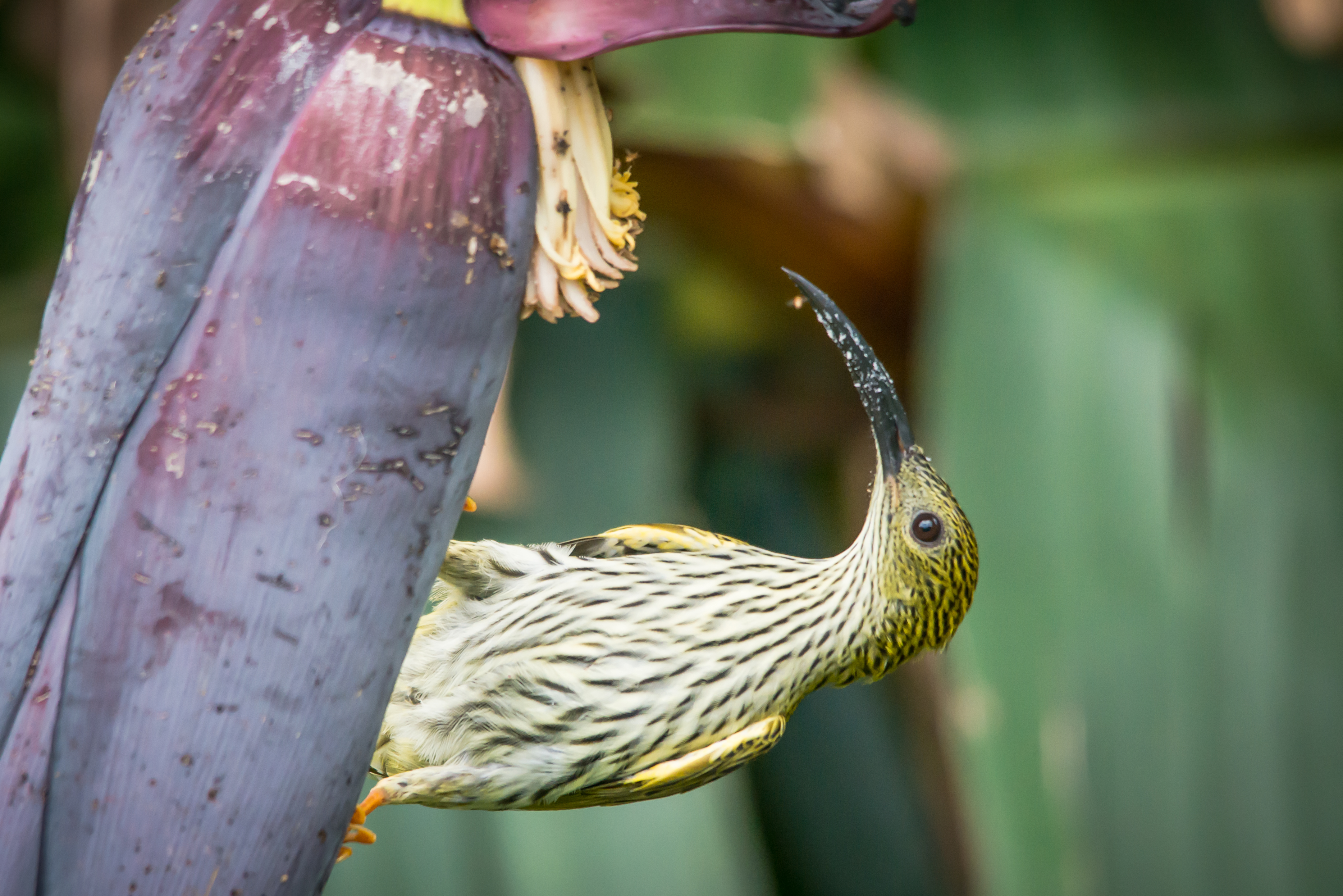
Смугастий павуколов (Національний парк Каенг Крачан, Таїланд)

Павуколов смугастий (Arachnothera magna) — вид горобцеподібних птахів родини нектаркових (Nectariniidae). Мешкає в Південній і Південно-Східній Азії.

## Опис
Довжина птаха становить 16,5-18 см, розмах крил 20,5-25,5 см, вага 23-24 г. Виду не притаманний статевий диморфізм. Верхня частина тіла золотисто-оливкова, голова, шия і плечі поцятковані темними смужками. Нижня частина тіла жовтувата, сильно поцяткована темними смужками. Лапи світло-оранжеві або жовті, дзьоб чорний, довгий і вигнутий.

## Підвиди
Виділяють п'ять підвидів:
- A. m. magna (Hodgson, 1836) — від центральних Гімалаїв і східних районів Бангладеш до південного Китаю і північної М'янми;
- A. m. aurata Blyth, 1855 — центральна і східна М'янма;
- A. m. musarum Deignan, 1956 — південно-східна М'янма, північний Таїланд, Лаос, північний В'єтнам;
- A. m. remota Riley, 1940 — південний В'єтнам;
- A. m. pagodarum Deignan, 1956 — Малайський півострів.

## Поширення і екологія
Смугасті павуколови поширені від центрального Непалу до південного В'єтнаму, а також на півдні Малайського півострова. Вони живуть в тропічних лісах, чагарникових заростях і садах.

## Поведінка
Смугасті павуколови живуть поодинці або парами. Живляться комахами, павуками і нектаром. Сезон розмноження триває з березня по липень. чашоподібне гніздо прикріплюється за допомогою павутиння до нижньої сторони широкого листа. В кладці 2-3 яйця.